# Грем (Джорджія)
Грем (англ. Graham) — місто (англ. city) в США, в окрузі Апплінг штату Джорджія. Населення — 263 особи (2020).

## Географія
Грем розташований за координатами 31°49′42″ пн. ш. 82°30′10″ зх. д. / 31.82833° пн. ш. 82.50278° зх. д. (31.828465, -82.502763).  За даними Бюро перепису населення США в 2010 році місто мало площу 4,53 км², з яких 4,51 км² — суходіл та 0,02 км² — водойми.

## Демографія
Згідно з переписом 2010 року, у місті мешкала 291 особа в 108 домогосподарствах у складі 81 родини. Густота населення становила 64 особи/км².  Було 143 помешкання (32/км²).
Расовий склад населення:
| - 56,4 % — білих - 37,8 % — чорних або афроамериканців - 5,8 % — осіб інших рас |

До двох чи більше рас належало 0,0 %. Частка іспаномовних становила 5,8 % від усіх жителів.
За віковим діапазоном населення розподілялося таким чином: 27,5 % — особи молодші 18 років, 60,8 % — особи у віці 18—64 років, 11,7 % — особи у віці 65 років та старші. Медіана віку мешканця становила 37,9 року. На 100 осіб жіночої статі у місті припадало 125,6 чоловіків;  на 100 жінок у віці від 18 років та старших — 115,3 чоловіків також старших 18 років.
Середній дохід на одне домашнє господарство  становив 36 675 доларів США (медіана — 31 250), а середній дохід на одну сім'ю — 48 414 долари (медіана — 41 250). За межею бідності перебувало 23,9 % осіб, у тому числі 42,0 % дітей у віці до 18 років та 19,2 % осіб у віці 65 років та старших.
Цивільне працевлаштоване населення становило 76 осіб. Основні галузі зайнятості: виробництво — 19,7 %, роздрібна торгівля — 18,4 %, освіта, охорона здоров'я та соціальна допомога — 18,4 %.